# Côte de La Redoute

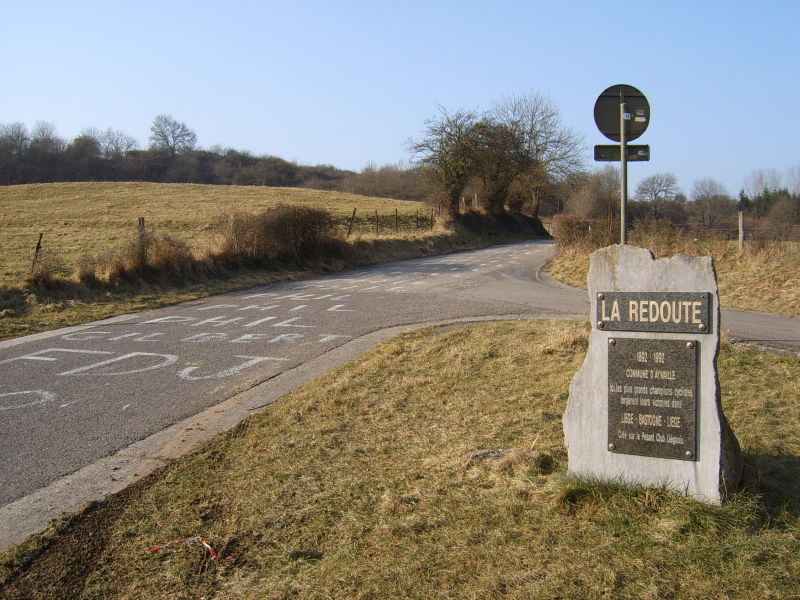
La Côte de La Redoute presso Aywaille

La Côte de La Redoute, o semplicemente La Redoute, è una celebre ascesa della più antica fra le classiche ciclistiche, la Liegi-Bastogne-Liegi. È situata nel comune di Aywaille, in Belgio, precisamente nella Provincia di Liegi.
La sommità, a quota 292 m s.l.m., si incontra dopo 2.3 chilometri di salita, caratterizzati da una pendenza media del 7,4% con punte vicine al 22%.
L'asperità si trova ad una trentina di chilometri dalla conclusione della corsa, rendendola una delle salite decisive per conoscere il vincitore. Tuttavia, con l'inserimento di una nuova salita (Côte de la Roche aux Faucons) vicino al traguardo, la Redoute ha perso parte della sua importanza.